# Giradischi

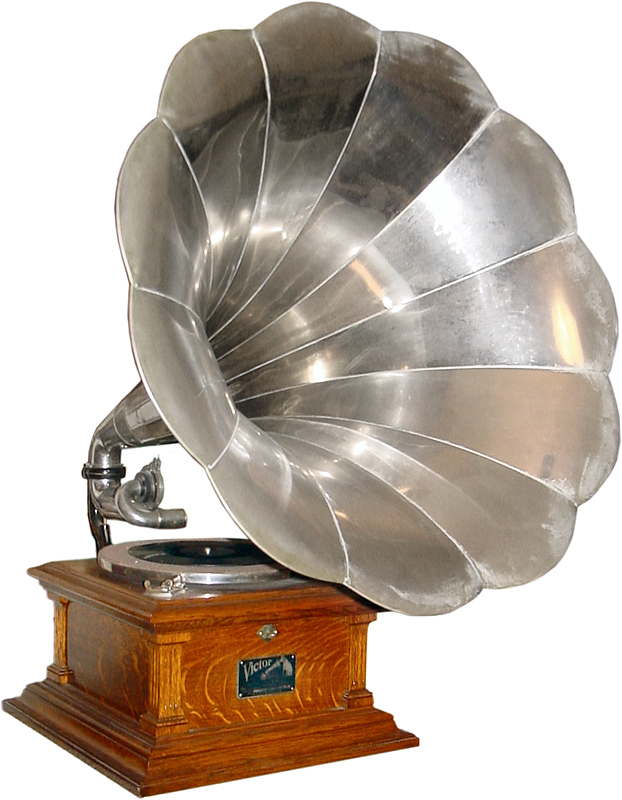
Grammofono "Victor V"

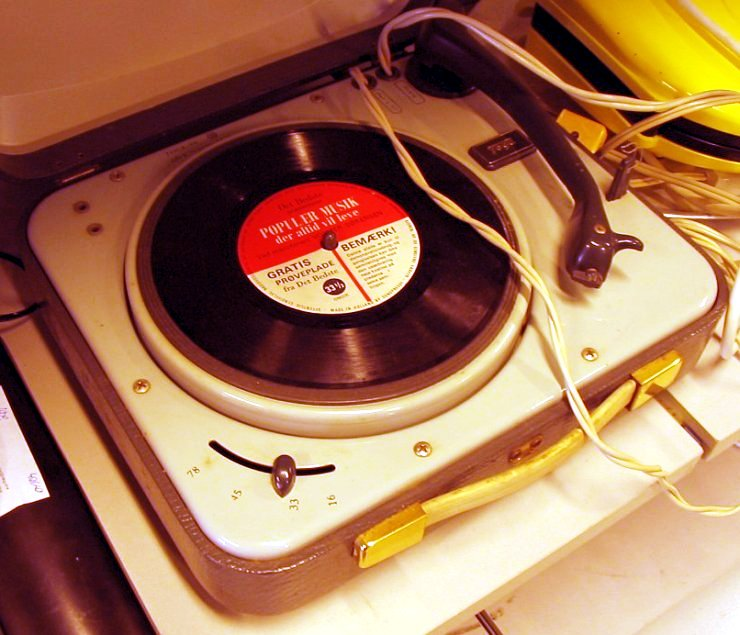
Un vecchio giradischi a quattro velocità selezionabili

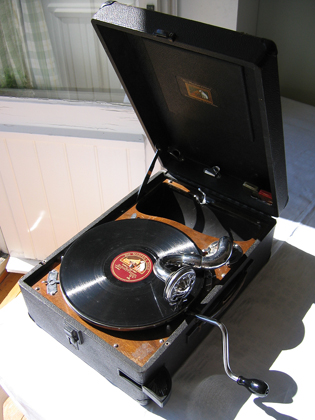
Grammofono a 78 giri portatile "La voce del padrone" modello n.102, degli anni trenta

Il giradischi è un apparecchio elettrico di riproduzione sonora costituito da un piatto rotante, sul quale porre un disco che verrà letto da un braccio dotato di puntina scorrendo sugli appositi solchi. Esso è un'evoluzione del grammofono, che, inventato nella seconda metà del XIX secolo da Emile Berliner, sostituì il cilindro del fonografo con un disco fonografico.
Il giradischi fa parte della categoria dei cosiddetti "elettrodomestici bruni" o "elettrodomestici marroni", ovvero apparecchi elettrici per la comunicazione e lo svago, a cui appartengono anche la radio, il telefono, il televisore e il videoregistratore. Tale classificazione deriva dai colori dei materiali con i quali storicamente erano costruiti tali tipi di elettrodomestici, ovvero involucri di legno o materiali sintetici marroni o neri.

## Storia

### Il fonoautografo
La prima invenzione nota di fonografo fu il fonoautografo, ideato da Edouard-Leon Scott de Martinville e brevettato il 25 marzo 1857. Era in grado di trascrivere graficamente le onde sonore su un mezzo visibile, ma non c'era modo di riprodurre il suono registrato. L'apparecchio era costituito da un corno che concentrava il suono su una membrana cui era fissata una setola di pelle di maiale. Inizialmente il mezzo di scrittura era un vetro annerito col fumo, su cui la setola incideva il tracciato. Successivamente fu impiegato un foglio di carta annerito fissato su un cilindro, una soluzione simile a quella adottata successivamente da Edison. In un'altra soluzione era utilizzato un rotolo di carta. L'impiego era limitato come strumento di laboratorio per studi di acustica, con funzione simile al moderno oscilloscopio.
Lo scienziato francese Charles Cros presentò il 18 aprile 1877 una teoria sul funzionamento di un ipotetico fonografo, ma non realizzò alcun apparecchio pratico.

### Il fonografo
Thomas Alva Edison annunciò l'invenzione del fonografo il 21 novembre 1877 e ne diede una dimostrazione pratica il 29 novembre. Il brevetto venne depositato il 19 febbraio 1878 (US Pat. No. 200521).
La prima frase che Edison incise canticchiando, come prova del funzionamento del suo fonografo, fu una nota filastrocca inglese chiamata "Mary had a little lamb" (Mary aveva un agnellino).
I primi fonografi di Edison usavano come supporto di registrazione un cilindro e sfruttavano un movimento verticale dello stilo.
La pressione sonora era tradotta in profondità di incisione del solco.
Successivamente si dimostrò possibile registrare su un tracciato a spirale su un disco, ma Edison si concentrò sul cilindro perché questo offriva una velocità tangenziale costante, che Edison riteneva "scientificamente corretta".
Il brevetto di Edison prevedeva che il suono venisse impresso (embossed).
Fu solo nel 1889 che la registrazione per incisione (engraved) fu brevettata da Bell e Tainter. Successivamente fu utilizzata la modulazione laterale del solco da parte di Berliner.

### I supporti per la riproduzione

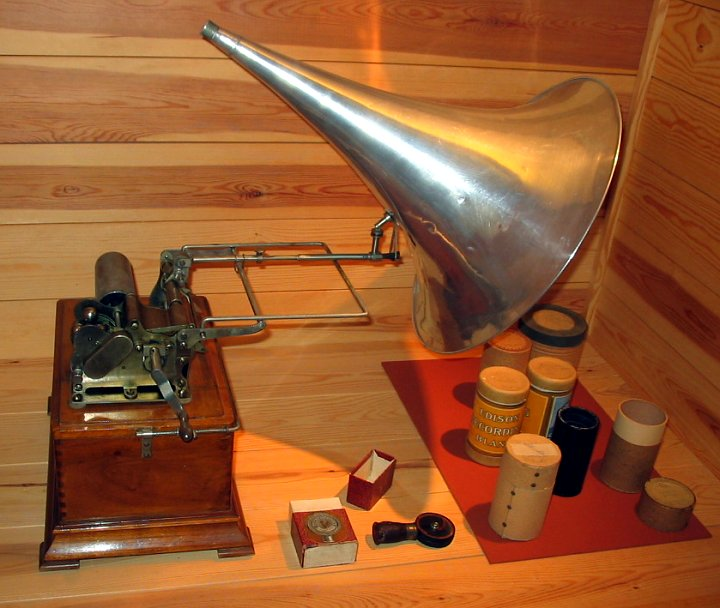
Fonografo Pathè N.1 o New Perfecta, con tromba in alluminio, circa 1901, con riproduttore in guttaperga e cilindri di cera incisi, marca Pathè ed Edison, da 2 min. e da 4 min (cilindro largo, immagine sul fondo)

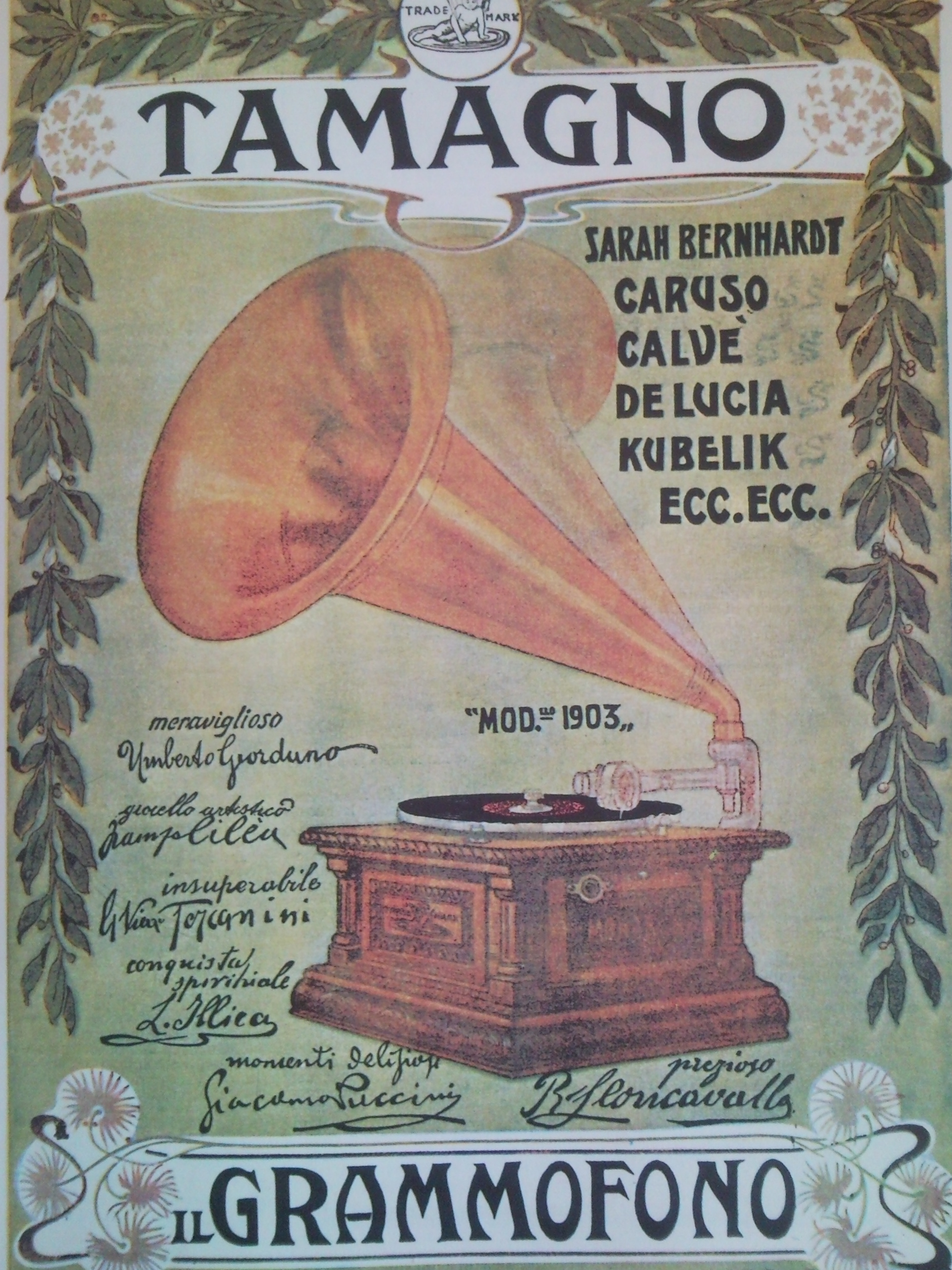
Manifesto pubblicitario del Grammofono Tamagno mod. 1903

L'incisione su un cilindro o su un disco non ha potenzialmente influenza sulla fedeltà del suono. Nel cilindro la velocità tangenziale è costante mentre nel disco, a velocità angolare costante, la velocità tangenziale è maggiore alla periferia e progressivamente minore all'interno.
Sebbene il metodo di incisione di Edison sia superiore a quello di Berliner, il disco offre diversi vantaggi commerciali:
- il disco può essere facilmente stampato in serie e occupa meno spazio;
- il massiccio piatto del giradischi funziona come un volano regolarizzando la velocità di rotazione. I registratori a cilindro soffrono invece di fluttuazioni nella velocità di riproduzione, e richiedono altri sistemi per regolarizzare la rotazione.

Berliner sostenne e ottenne che la sua tecnologia era così differente da quella di Edison che non era necessario pagare alcuna royalty.
Dopo varie sperimentazioni, Berliner lanciò commercialmente l'apparecchio e i primi dischi nel 1892. I dischi avevano un diametro di 12,7 cm (5") e registrati su un solo lato. Nel 1895 furono introdotti i dischi da 17,5 cm (7") seguiti nel 1901 da quelli da 25 cm (10"). Tra gli anni 1890 e i primi anni venti erano in commercio sia registrazioni su disco sia su cilindro, riproducibili su un'ampia gamma di apparecchi venduti. Nel 1908 il disco inciso su due lati incontrò il favore del pubblico e così la tecnologia del disco ebbe sempre maggiore diffusione, anche grazie ai costi più contenuti. Edison, seppur riluttante, si convertì al disco nel 1912, e cessò la produzione dei cilindri nel 1929.
Nel 1924 venne messo in commercio il "panatrope", il primo giradischi elettrico dotato di amplificazione a valvole. I dischi a incisione laterale di Berliner erano gli antenati dei dischi in vinile a 45 e 33 giri, e gli altri tipi in uso nel XX secolo. Nel dicembre 1925 il grande successo commerciale della radio, notevolmente evolutasi, segnò una prima crisi del fonografo, portando diversi distributori al fallimento.
Migliorando la qualità del suono e ampliando l'offerta, le grandi case discografiche riuscirono a risollevare le vendite entro la fine degli anni trenta, di nuovo in crisi con l'arrivo della grande depressione.

## Principio di funzionamento
Mentre i primi fonografi erano in grado di registrare e riprodurre il suono, successivamente si sono nettamente distinte le macchine per l'incisione dei dischi e gli apparecchi per la loro riproduzione.
I giradischi diffusi tra il pubblico sono esclusivamente in grado di leggere i dischi pre-incisi.

### Incisione
La macchina per l'incisione dei dischi è una specie di tornio. Su un piatto fatto ruotare a velocità rigorosamente costante, viene fissato un disco in materiale facilmente lavorabile (in origine era usata la cera). La puntina di incisione viene traslata lentamente dalla periferia verso il centro in modo da incidere una spirale ed è contemporaneamente fatta vibrare da un elettromagnete (due nel sistema stereofonico) e in tal modo il suono viene inciso sotto forma di modulazione dello scostamento del centro del solco dal percorso radiale del solco senza suono.
Per ovviare all'impossibilità fisica di trasferire in modo meccanico nel solco inciso tutto l'intervallo di frequenze dei suoni percepiti dall'orecchio (20 Hz-20 kHz), il segnale, prima di essere inciso, viene equalizzato ovvero, tramite un filtro elettrico, vengono attenuate le frequenze basse, che altrimenti modulerebbero lo scostamento laterale del centro del solco in modo eccessivo, ed esaltate quelle alte, le quali, data la loro piccola ampiezza, non riuscirebbero a modulare il solco; ovviamente, in fase di riproduzione, un filtro analogo, con caratteristiche invertite, si incarica di restituire la dinamica originale del segnale in transito, e la precisione dei valori dei componenti del filtro (resistori e condensatori) concorre a determinare il grado di fedeltà del segnale trattato.
Il disco così ottenuto, chiamato lacca o acetato, viene utilizzato come stampo per creare i "negativi" che andranno a pressare "pizze" di vinile dando vita al disco vero e proprio.

### Riproduzione

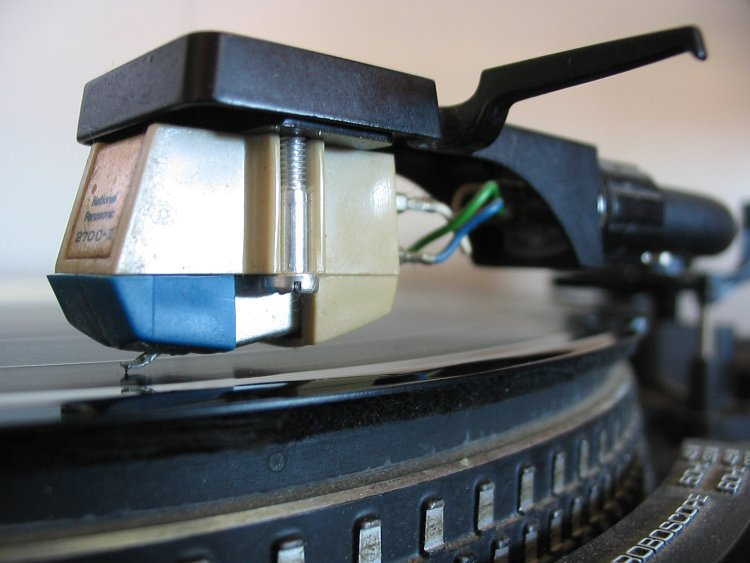
Testina di lettura

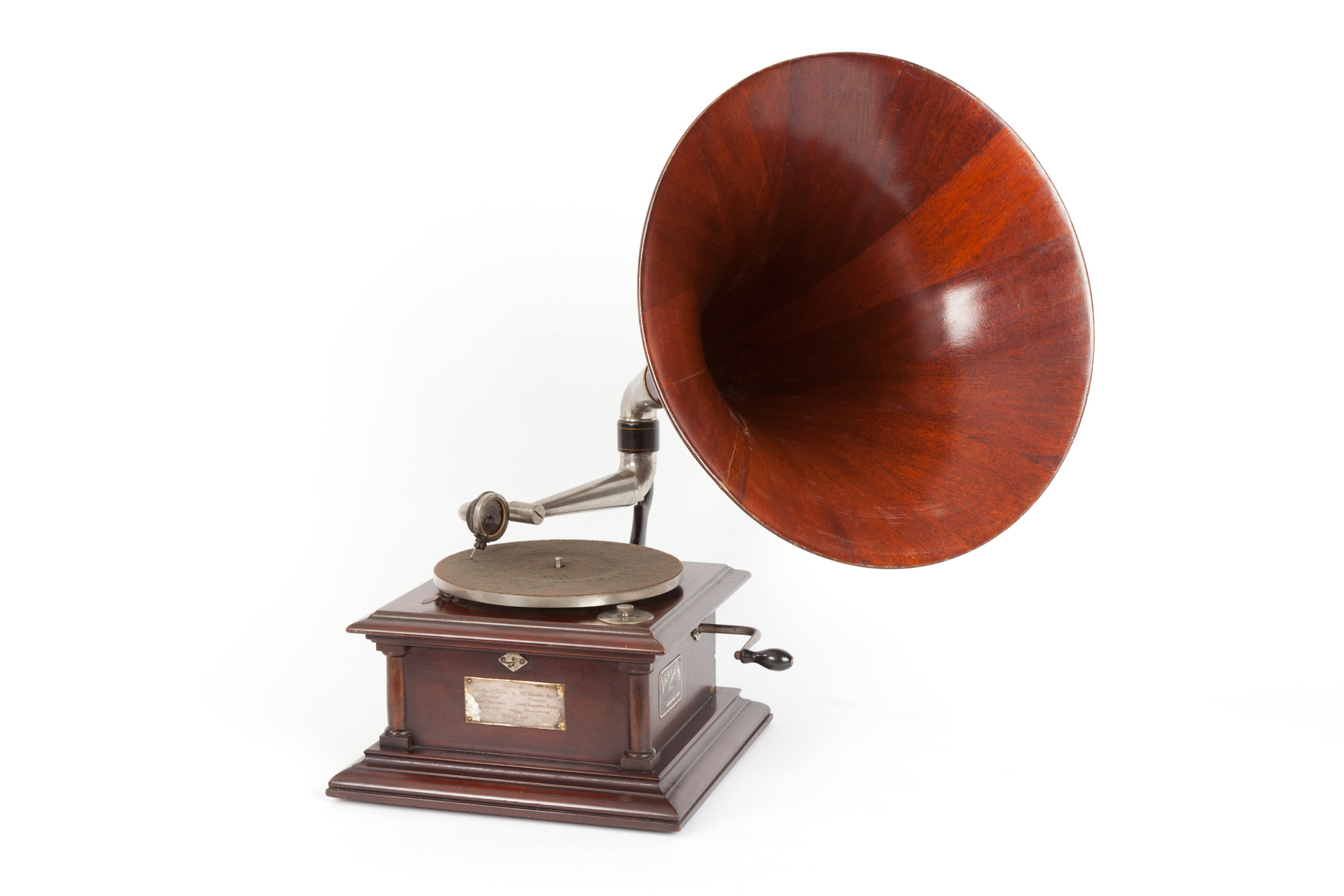
Grammofono Victor IV conservato al Museo nazionale della scienza e della tecnologia Leonardo da Vinci, Milano

Per riprodurre un disco, lo si pone su un piatto rotante fatto girare a velocità costante e predefinita. Inizialmente, il piatto era messo in movimento da una molla caricata con una manovella, poi sostituita da un motore elettrico.
Nel tempo, si ebbero diversi tipi di trasmissione del moto dal motore al piatto: dapprima, vennero utilizzate pulegge (trasmissione a puleggia), rimpiazzate poi da cinghie in gomma (trazione a cinghia o belt drive), tuttora in uso nei migliori apparecchi. Si giunse anche a far girare il piatto collegando direttamente il motore al suo albero (trazione diretta); alcuni sofisticati modelli prevedono il motore e il braccio di lettura, separati fisicamente dal piatto rotante; queste modifiche concettuali nella costruzione dei giradischi hanno favorito una qualità di riproduzione a mano a mano più accurata e priva di disturbi derivanti dall'apparecchio stesso, riducendo praticamente a zero l'apporto di rumore da parte del motore; sofisticati accorgimenti tecnici sono stati introdotti anche per minimizzare il rumore generato dal perno in rotazione solidale col piatto, annullando perlomeno l'attrito verticale, adottando la sospensione magnetica o aria in pressione.

Attualmente, per garantire la massima regolarità nella rotazione del piatto, il motore è azionato da un circuito elettronico pilotato da un oscillatore al quarzo. Per dar modo agli audiofili più esigenti di poter effettuare velocemente prove comparate su modelli diversi di bracci di lettura e fonorivelatori, alcuni giradischi di altissimo livello prevedono la possibilità di montare fino a 4 bracci di lettura.
La riproduzione vera e propria si ottiene appoggiando sul disco inciso la puntina di lettura (pick-up); questa è sostenuta da un braccio munito di un apposito contrappeso atto a ottenere una pressione della testina sul disco costante e predefinita. Il braccio può essere collegato a uno snodo posto sulla base del giradischi in modo da fare seguire alla testina il percorso determinato dal solco del disco. Alla fine degli anni settanta, si sono affermati giradischi muniti di braccio tangenziale, ossia bracci che seguono l'andamento della testina tangenzialmente al diametro del disco, evitando così differenti modalità di lettura derivanti dalla curvatura del percorso (errore tangenziale), quasi inevitabile con bracci a snodo. Un tentativo in tal senso era stato fatto dal marchio La Voce del Padrone, che, con un sottile leveraggio imperniato leggermente decentrato dal fulcro del braccio al fianco del porta pick-up, sul principio del pantografo, riusciva a annullare l'errore tangenziale. I giradischi equipaggiati con braccio tangenziale hanno sempre costo elevato, per l'alto grado di ingegnerizzazione e precisione della loro realizzazione.

Quando il pick-up è posato sul disco, il profilo irregolare del solco provoca la vibrazione della puntina; tale vibrazione era originariamente trasmessa direttamente a una membrana che riproduceva il suono in maniera esclusivamente meccanica; in seguito le vibrazioni sono state impiegate per generare deboli segnali elettrici da una bobina o un cristallo piezoelettrico inclusi nel corpo della testina: quelle di buona qualità sono costituite da una leva chiamata cantilever (un sottilissimo tubetto in metallo leggero), fulcrata al centro con silicone, e pertanto libera di oscillare in ogni direzione; a un suo estremo è fissata la puntina, mentre all'altro estremo può essere fissato un magnete o una bobina; nel primo caso, il fonorivelatore prende il nome di MM (magnete mobile); nel secondo caso prende il nome di MC (bobina mobile). Essendo il sistema a bobina mobile più preciso ma 10 volte meno efficiente, poiché genera una tensione 10 volte inferiore, i deboli segnali rivelati sono prima preamplificati da un apposito circuito chiamato per consuetudine "pre MC", in alcuni casi fornito come elemento opzionale dal costruttore dell'amplificatore, dopodiché sono utilizzabili dal circuito di preamplificazione vera e propria; da qui sono inviati all'amplificatore finale, il quale trasferisce il segnale agli altoparlanti montati nei diffusori, trasformandolo finalmente in suono.
La velocità angolare fissa del piatto (33, 45 o 78 giri) implica un degrado costante nella fedeltà di riproduzione: nelle tracce esterne del disco si ha una maggiore fedeltà di riproduzione rispetto alle tracce interne. Poiché la distanza percorsa dalla puntina in un intervallo di tempo è molto superiore sulle prime tracce che nelle successive, i dati contenuti sulle tracce più esterne hanno più spazio a disposizione di quelli contenuti nelle tracce più interne; in altre parole, la densità di informazione per unità di spazio aumenta dall'esterno verso il centro del disco in modo inversamente proporzionale al raggio; in ambito analogico la densità di informazione penalizza la qualità (film fotografici, nastri magnetici, frequenze modulate sulle portanti delle onde elettromagnetiche).
Sebbene poco diffusi, esistono anche giradischi che consentono di riprodurre i dischi in vinile senza l'utilizzo di un pick-up, come ad esempio il giradischi ottico.